# Farbkorrektur
Unter Farbkorrektur versteht man die Korrektur oder Änderung von Farbstichen fotografischer Aufnahmen.

## Ursachen
Bei Bildaufnahmen, seien es Fotografien, Film- oder Fernsehaufnahmen, entspricht die Farbwiedergabe des Produkts häufig nicht den Vorstellungen des Fotografen oder Kameramanns. Die Ursachen liegen häufig an unzureichend angepassten Filmmaterial oder besonderen Lichtverhältnissen vor Ort.
Obwohl man diesen Gegebenheiten bereits bei der Aufnahme Rechnung trägt, sei es bei der Auswahl des Aufnahmematerials, durch einen manuellen Weißabgleich oder Verwendung von geeigneten Farbfiltern, kann es trotzdem zu Unstimmigkeiten beim Ergebnis kommen. In diesem Falle muss eine Farbkorrektur durchgeführt werden. Diese richtet sich nach künstlerischen Gesichtspunkten und Aspekten der menschlichen Wahrnehmung. Ein Ziel der Farbkorrektur ist ein ausgewogenes Verhältnis der zu erreichenden Farbstimmung. Die Farbkorrektur sollte nicht als Notlösung oder Fehlerkorrektur begriffen werden, sondern stellt einen normalen Arbeitsgang im Bereich der Fotografie und Filmproduktion dar. Dies gilt vor allem dann, wenn für bestimmte Bildelemente strenge Vorgaben des Auftraggebers gelten, weil abgebildete Fahrzeuge oder Gebäude in einem klar definierten Corporate Design erscheinen sollen und daher normale Abweichungen in der Farbdarstellung korrigiert und idealisiert werden müssen.

## Farbkorrektur bei Filmen
Bei der farblichen Korrektur von Filmaufnahmen, die häufig mit unterschiedlichem Filmmaterial unter wechselnden Lichtverhältnissen gedreht wurden, ist es nötig, alle Aufnahmen der Angleichung zu unterziehen, damit die Wahrnehmung des Zuschauers nicht durch wechselnde Farbstiche von Szene zu Szene gestört wird. Obwohl die Szenen durch Adaptationseffekte des Auges für sich genommen stimmig erscheinen, muss bei der Farbkorrektur die Gesamtheit des geschnittenen Materials berücksichtigt werden.
Auch können Fehler des Aufnahmematerials und geringfügige Unterschiede im Entwicklungsprozess zu unterschiedlichem Farbgleichgewicht führen. Diese Arbeit wird auch als Farb- oder Lichtbestimmung bezeichnet. Die analoge Farbkorrektur wird bereits beim Kopiervorgang im Kopierwerk durchgeführt, bei dem ein Film mit einer Lichtquelle auf einen unbelichteten Film kopiert wird. Das Farbspektrum dieser Lichtquelle ist ausschlaggebend für das Farbgleichgewicht der Kopie. Aus diesem Grund wird das Kopierlicht gesteuert. Die Beeinflussung des Lichtes geschieht entweder subtraktiv oder additiv, man unterscheidet deshalb beim Kopiervorgang entsprechend zwischen subtraktivem und additivem Kopieren.

### Subtraktive Farbkorrektur
Hier wird das Licht mittels Korrekturfiltern angepasst. Dieses Verfahren schließt die Unzulänglichkeiten von Farbfiltern ein. Das bedeutet gebundenes Kapital in langsam verderbenden Filtern, umständlich zu bedienende Steuerstreifen aus so genanntem Leatheroid, einer lederähnlichen Papiersorte, und relativ geringe Kopiergeschwindigkeit. Ein Vorteil ist es, dass das Zusammenstellen der Filtersätze der Lichtbestimmer geschult wird.

### Additive Farbkorrektur
Drei farbige Lichtquellen – bevorzugt Rot, Grün und Blau – dienen der Korrektur der Vorlage, deren Intensitäten, besser gesagt die Lichtmengen werden unabhängig voneinander geregelt. Alle Parameter und Änderungen über die Länge des Filmes sind hierbei zu speichern. Dies geschah früher mittels Lochstreifen, die für die gesamte Dauer des Filmes mitliefen. Mittlerweile gibt es jedoch auch Lichtsteuerungen für Kopiermaschinen, bei denen man die Werte auf elektronischen Datenträgern speichert und von da ausliest. Vorteil ist hier die Reinheit der Lichtfarben und die schnelle Änderung im Betrieb zusammen mit der elektronischen Datenverwaltung.
Der Beruf des Farbkorrekteurs in der Filmbranche wird als Lichtbestimmer, im digitalen Bereich als Colorist bezeichnet. Es sind geschulte Fachkräfte, die in speziell eingerichteten Räumen Filme korrigieren. Dabei stehen Farbanalyzer oder Spezialcomputer und spezielle Eingabegeräte zur Verfügung, mit denen die Korrekturparameter sehr genau auch in Echtzeit justiert und gespeichert werden können.
Neben der technisch motivierten Farbkorrektur ist es auch möglich, nachträglich unterschiedliche Stimmungen zu erzeugen. In Zusammenarbeit mit dem Kameramann wird häufig ein besonderer „Look“ des Filmes angestrebt. Beispiele finden sich in Steven Soderberghs Filmen Traffic – Macht des Kartells und Out of Sight, Stanley Kubricks 2001: Odyssee im Weltraum, Peter Jacksons Herr-der-Ringe-Trilogie, Zhang Yimous Hero und Michelangelo Antonionis Die rote Wüste.

## Farbkorrektur bei Film und Video
Bei der optischen Farbkorrektur von Filmen wurde für jede Einstellung die Lichtstimmung festgelegt und auf Lochstreifen gespeichert. Beim Kopieren des Filmmaterials wurden – durch den Lochstreifen gesteuert – die jeweiligen Lichtquellen oder Filter aktiviert.
Beim analogen Betacam-Standard von Sony konnte eine grobe Farbkorrektur durch Einstellen der Band-Vormagnetisierung vorgenommen werden (möglich durch das separat aufgezeichnete Farbsignal). Grobe Korrekturen konnten so ohne die vergleichsweise teuren Zusatzgeräte erfolgen.
Seit der Jahrtausendwende werden praktisch alle Farbkorrekturen elektronisch durchgeführt. Optisches Filmmaterial wird dazu per Abtaster digitalisiert und (für spätere Verbreitung als Film) per Laser belichtet.
Heutzutage verwendet man für den Vorgang der Farbkorrektur meist den englischen Begriff Color Grading oder kurz Grading. Daraus leiten sich die alternativen Berufsbezeichnungen Colour Grader und Color-Timer ab. Da das Wort „Farbkorrektur“ mit der Assoziation der Behebung von Fehlern verbunden wird, eignet sich der Begriff Grading besser um auszudrücken, dass der Colorist (also der Grader) maßgeblich an der Erschaffung der Farbstimmungen (Looks) beteiligt ist.

## Farbkorrekturen beim Fernsehen
Die Farbkorrektur wird nicht nur verwendet, um Bilder zu korrigieren, sondern auch um eine Stimmung zu erzeugen. So wird in einigen Reality-Shows die Farbe angepasst, um der Szene einen fröhlichen Touch zu geben. Andererseits werden bei romantischen Szenen die Farben leicht übersättigt, um dem Klischee einer Bergwelt zu entsprechen. Oder es wird der Farbton herausgefiltert und kühl gestaltet, wenn die Szene negativ wirken soll oder Menschen unsympathisch wirken sollen.

## Unterschiedliche Fernsehnormen
Beim Konvertieren von Videomaterial zwischen verschiedenen Fernsehsystemen (vom amerikanischen NTSC auf das deutsche PAL-System) ergeben sich oft Farbabweichungen, die – bei professionellem Qualitätsanspruch – eine Farbkorrektur erfordern.